# Новоиндерский
Новоиндерский — упразднённый посёлок в Доволенском районе Новосибирской области России. На момент упразднения входил в состав Комарьевского сельсовета. Исключен из учётных данных в 1968 году.

## География
Располагался восточнее ряма Индерского, в 11 км к северо-западу от села Комарье.

## История
Посёлок был основан в 1910 году. В 1928 году состоял из 64 хозяйств. В административном отношении входил в состав Рыбновского сельсовета Индерского района Новосибирского округа Сибирского края. До 1961 года входил в состав упразднённого Озёрского сельсовета.
Решением Новосибирского облисполкома в 1968 году посёлок исключен из учётных данных.

## Население
По переписи 1926 г. в посёлке проживало 375 человек (189 мужчин и 186 женщин), основное население — русские.